# أشاني فيركلوغ
أشاني فيركلوغ (بالإنجليزية: Ashani Fairclough) هو لاعب كرة قدم جامايكي في مركز الدفاع، ولد في 7 أغسطس 1992 في بورتمور في جامايكا. شارك مع منتخب جامايكا لكرة القدم. أما مع النوادي، فقد لعب مع تاكوما ديفنس وسياتل ساوندرز.

## وصلات خارجية
- أشاني فيركلوغ على موقع الدوري الأمريكي (الإنجليزية)
- أشاني فيركلوغ على موقع قاعدة بيانات كرة القدم.إي يو (الإنجليزية)